# Carlo Abate
Carlo Maria Abate (Turijn, 10 juli 1932 - aldaar, 29 april 2019) was een Italiaans autocoureur en een van de beste Ferrari 250 GTO-specialisten. In 1962 en 1963 nam hij deel aan 2 Formule 1-races voor de teams Porsche en Lotus, maar startte in geen van beide races.
Abate reed voor het grootste deel van zijn carrière voor het Italiaanse privéteam Scuderia Serenissima, maar ook voor Scuderia Centro Sud, Scuderia Ferrari en het fabrieksteam van Porsche. In 1959 won hij de Mille Miglia naast G. Balzarini.
In 1962 nam Abate deel aan verschillende Formule 1 niet-kampioenschapsraces, zoals de Grand Prix van Napels in een Porsche, waar hij als vierde eindigde. Nadat hij zijn Lotus 18/21 crashte in de volgende race op Reims-Gueux, besloot hij om zich terug te trekken uit zijn eerste kampioenschapsrace, de Grand Prix Formule 1 van Frankrijk 1962. Hij keerde terug naar het circuit bij de Grand Prix van de Mediterrane, waar hij als derde eindigde.
In 1963 reed Abate in een Cooper van Scuderia Centro Sud naar de vijfde plaats in de Grand Prix van Imola en werd hij derde in de Grand Prix van Syracuse. Nadat hij zich terugtrok uit de Grand Prix Formule 1 van Italië 1963, stopte hij met de autosport aan het eind van het jaar met een overwinning in de Targa Florio in een fabrieks-Porsche, samen met Jo Bonnier.
Na zijn racecarrière werd Abate later de eigenaar van een kliniek.